# FC Aboomoslem
FC Aboomoslem is een Iraanse voetbalclub uit Mashhad. De club werd in 1970 opgericht.

## Geschiedenis
In 1970 besloten een groep voetballers uit de stad Mashhad (provincie Khroasan) om een club op te richten onder de naam Aboomoslem. Wanneer de Takht Jamshid Cup werd opgericht, een toernooi waarin verschillende provincies zijn vertegenwoordigd door een club, kon Aria FC de club die de provincie Khorasan vertegenwoordigde zich niet bewijzen in de competitie. Khorasan wilde een betere vertegenwoordiging en er werd besloten om de twee grote clubs uit de provincie te fuseren.
In de jaren tachtig werd het land geteisterd door een oorlog tussen Irak en Iran. Zoals de meeste clubs uit Iran legde de club zijn activiteiten stil en speelde in kleinere, meer lokale competities. Na 1984 verbeterde de situatie en in 1986 won Aboomoslem de Mashhad city league en het jaar er op het provinciaal kampioenschap. Na de oorlog verdwenen de meeste lokale en provinciale competities en werd er een nationale competities gehouden.
In 1991 en 1992 speelde de club in de Azadegan League (de toenmalige hoogste divisie), maar na die twee seizoenen degradeerde de club. Het was in deze periode dat de latere topspeler Khodada Azizi werd ontdekt. Na enkele seizoenen in de lagere reeksen kon Aboomoslem in 1997 opnieuw promoveren naar de Azadegan League. Na financiële problemen degradeerde de club na twee seizoenen terug naar de tweede klasse.
In het seizoen 2001-2002 werd voor het eerst professioneel voetbal gespeeld in Iran, namelijk in de Iran Pro League. De club kon het seizoen daarvoor promoveren en speelde mee in het eerste seizoen profvoetbal in Iran. Sindsdien speelt de club onafgebroken in de IPL.
Esteghlal · Foolad · Gol Gohar · Machine Sazi · Naft Masjed Soleyman · Nassaji Mazandaran · Pars Jam · Paykan · Persepolis · Saipa · Sanat Naft · Sepahan · Shahin Bushehr · Shahr Khodro · Tractor · Zob Ahan